# Francesco Zanin
Francesco Zanin (Nove, 22 giugno 1824 – Venezia, 25 dicembre 1884) è stato un pittore italiano, conosciuto in particolare per aver lungamente riprodotto e imitato le raffigurazioni del Canaletto.

## Biografia
Francesco Zanin, figlio di Martino il fornasier (fornaio), venne battezzato nella chiesa dei santi Pietro e Paolo di Nove. Frequentò i corsi di Architettura, prospettiva e paesaggio presso l'Accademia di belle arti di Venezia nel biennio 1849- 1850 tenuti da Federico Moja, Francesco Bagnara, e Francesco Lazzari, ottenendo ottimi voti, esponendo i suoi lavori già dopo il primo anno nell'annuale mostra dell'accademia con il lavoro intitolato Chiostro del monastero.
L'artista continuò ogni anno a esporre i quadri alla nostra dell'accademia fino al 1860. Successivamente iniziò a copiare i quadri del Giovanni Antonio Canal, detto il Canaletto. Nel 1866 presentò due dei suoi lavori che rappresentavano la Basilica di San Marco alla Società promotrice di belle arti di Genova e a quella di Torino. 
La critica non fu benigna nei suoi riguardi anche se i suoi quadri continuavano a essere richiesti dai collezionisti italiani e stranieri, in particolare quelli che raffiguravano Venezia. Il favore soprattutto dei clienti anglosassoni lo convinsero a continuare il lavoro di vedutista pur tenendosi attento alle novità, in particolare alle vedute notturne di Ippolito Caffi, soggetti in cui anch'egli ebbe modo di cimentarsi.
Con il trascorrere del tempo, essere considerato solo imitatore del Canaletto non gli portò vantaggio, anzi, scriverà di lui la Gazzetta Ufficiale di Venezia, 24 agosto 1861, nei giorni della Mostra Pubblica dell'Accademia:
si compiace imitare il Canaletto e cadere perciò in tutte le conseguenze [...] di chi imiti più gli autori che il vero... Francesco Zanin, il quale, per non so quale capriccio, tentando imitare il Canaletto, acquistò le tinte proprie di un quadro vecchio, anziché quelle più belle, che la luce li mette dinanzi
e così anni dopo seguente:
sig. Francesco Zanin volle insistere nelle sue imitazioni del Canaletto [...] E quali sono difatti le conseguenze di siffatte sue imitazioni? Una tinta uniforme, monotona, dominatrice in ciascun suo dipinto; certi sporchi, che per non derivare dagl’insulti, che il tempo reca alle pitture, e meglio talora le armonizza, fanno invece riuscire pesanti le sue; un filettare, che se al Canaletto veniva suggerito dal sentimento proprio, ed individuale, nell’imitazione sono segni insignificanti, per non dire disgustosi: tali sono le conseguenze in generale delle imitazioni, ed in questo caso di quelle del signor Zanin
Questi suoi lavori non facevano che incrementare la fama del Canaletto ma non la propria. La pittura è un'arte viva, e l'Accademia di Venezia cercava nuovi collezionisti e nuovi pittori paesaggisti.
Zanin continuò a lavorare copie del Canaletto, alcune senza firmarle, in modo che potessero passare nel mercato minuto come opere originali del più famoso artista veneziano o dei vedutisti del XVII secolo. Capitò che prima della firma di tanti suoi lavori ponesse il numero della replica. Così, per esempio, il Rio dei Marcanti e la scuola di san Marco, dipinto conservato presso la collezione della Fondazione Palazzo Coronini Cromberg di Gorizia, venne considerato del Canaletto, in realtà la firma «N° 33. Zanin Fran.co 1869» significa che si trattava dell'ennesima copia dell'omonimo dipinto di Bernardo Bellotto delle Gallerie dell'Accademia alcune non firmate finite nel mercato dell'antiquariato.

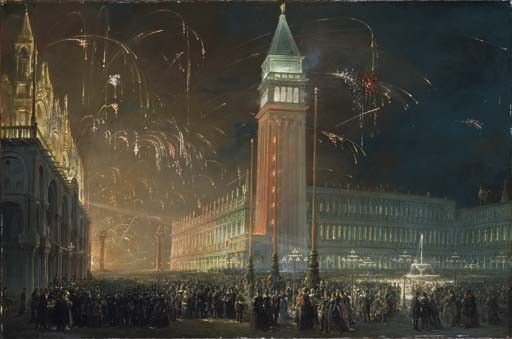
Inaugurazione dell'acquedotto di Venezia, 1884.

Non mancò di dipingere anche qualche veduta originale descrivendo le attualità ottocentesche con una nostalgia settecentesca magari ispirandosi ai notturni di Caffi come l'inaugurazione dell'illuminazione con lampioni a gas il 13 marzo 1843 o quella dell'acquedotto veneziano celebrato il  23 giugno 1884 con una fontana provvisoria in Piazza San Marco.
Tuttavia con il cambiamento del gusto finirono per mancare a Zanin i clienti e il pittore morì in povertà e solitudine a Venezia il giorno di Natale del 1884.

## Opere
Elenco di alcuni dei suoi lavori:
- Chiostro di monastero - l'Accademia di Belle Arti di Venezia 1850
- Angolo rientrante di fabbriche diroccate - l'Accademia di Belle Arti di Venezia 1851
- Veduta della Chiesa della Salute in Venezia 1853
- Una notte di carnevale nel campo de' SS. Giovanni e Paolo 1853
- La Piazzetta di Venezia al chiaro di luna? 1854
- Interno della chiesa di S. Marco 1854
- Battistero della Chiesa dei Frari 1854
- Veduta della Chiesa della Salute 1854
- Porta della Carta 1854
- Interno della chiesa di S. Marco 1855
- Porta del Tesoro 1855
- Porta di Pergamo 1855
- Canale che serve d'ingresso all'Arsenale di Venezia 1860 copia del Canaletto
- Veduta della Chiesa dei SS. Gio e Paolo in Venezia 1860 copia del Canaletto
- Interno della Basilica di S. Marco 1866
- Chiesa di S. Marco in Venezia 1866
- La visita annuale del Doge alla chiesa di Santa Maria della Salute